# Ишля
Ишля́ (баш. Ишле) — село в Белорецком районе Башкортостана России. Административный центр Ишлинского сельсовета.
Живут русские, башкиры (2002).

## Этимология
Название села связано с гидронимом Ишля (баш. Ишле), связанным с названием реки.

## География
Село находится в месте впадения реки Ишля в реку Сюрюнзяк.

### Географическое положение
Расстояние до:
- районного центра (Белорецк): 69 км,
- ближайшей ж.-д. станции (Улу-Елга): 10 км,
- города Магнитогорска: 130 км.

## История
До революции земли (в том числе рудник Верхняя Ишля) принадлежали баю Ишлею.
Основано в 1920‑е годы на месте хутора (кардона) при строительстве узкоколейной железной дороги Белорецк-Тукан и Белорецк-Инзер. На кардоне в 2‑этажном особняке проживал лесничий, в советское время в нём была открыта начальная школа (до 1964).. В 1925 году закончена укладка пути до станции Ишля, построено здание станции, открыто движение по вывозке руды, завезенной гужевым транспортом
с Туканского рудника, на Белорецкий завод. В статистическом сборнике «Список населенных мест Башреспублики» за 1926 год упоминается хутор Ишля с 40 хозяйствами и станция Ишля. .
С 1930‑х гг. — современный статус. В конце 1950‑х в состав села вошел п. Станции Ишля.

## Население
| 2002 | 2009 | 2010 |
| ---- | ---- | ---- |
| 580  | ↗637 | ↘436 |

### Национальный состав
Согласно переписи 2002 года, преобладающие национальности: русские (64 %), башкиры (33 %).

### Историческая численность населения
В 1939 зафиксировано 375 человек, в 1959—1420, в 1969—1110, в 1979—788, в 1989—688, в 2002—580, в 2010—436.

## Инфраструктура
Личное подсобное хозяйство с зоной сельскохозяйственного использования, индивидуальная застройка усадебного типа.
Население занято в Ишлинском лесничестве.
Действуют детсад, основная общеобразовательная школа, фельдшерско-акушерский пункт, библиотека, Дом культуры (драматический кружок, фольклорный ансамбль «Сударушка»).

## Достопримечательности
В селе находится православный Богородице-Табынский храм.
Школьный краеведческий музей МБОУ ООШ с.Ишля.

## Галерея

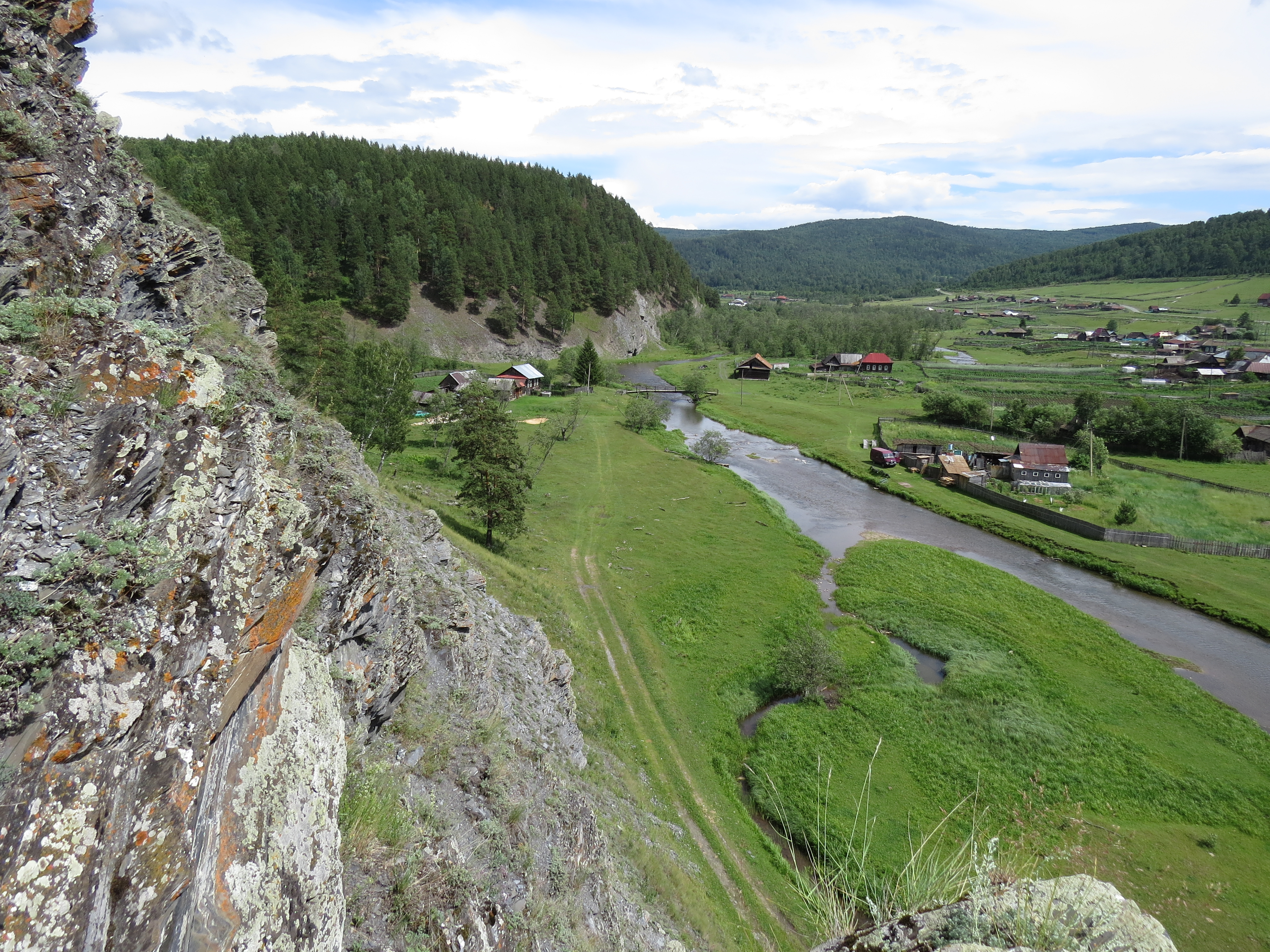
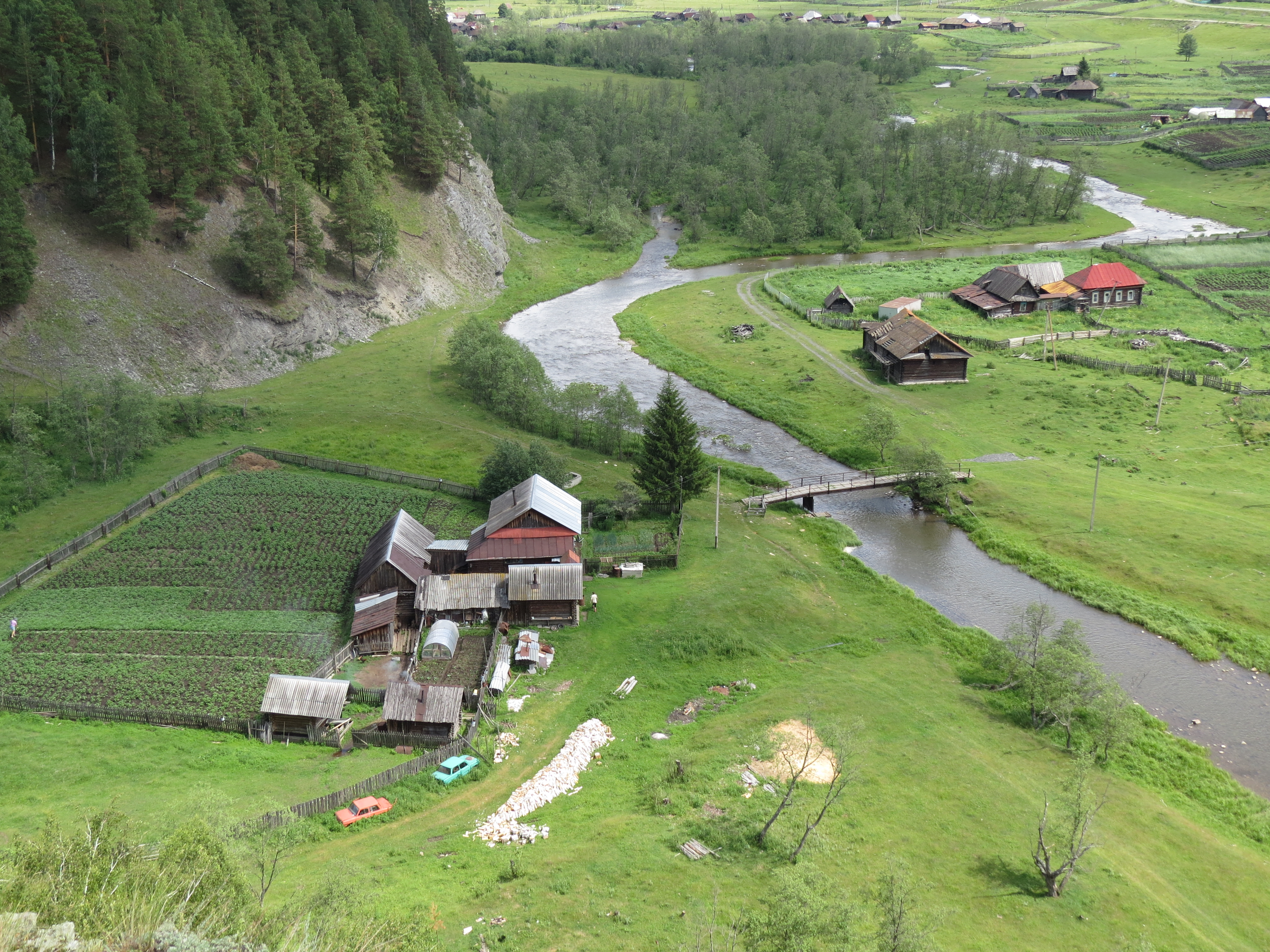
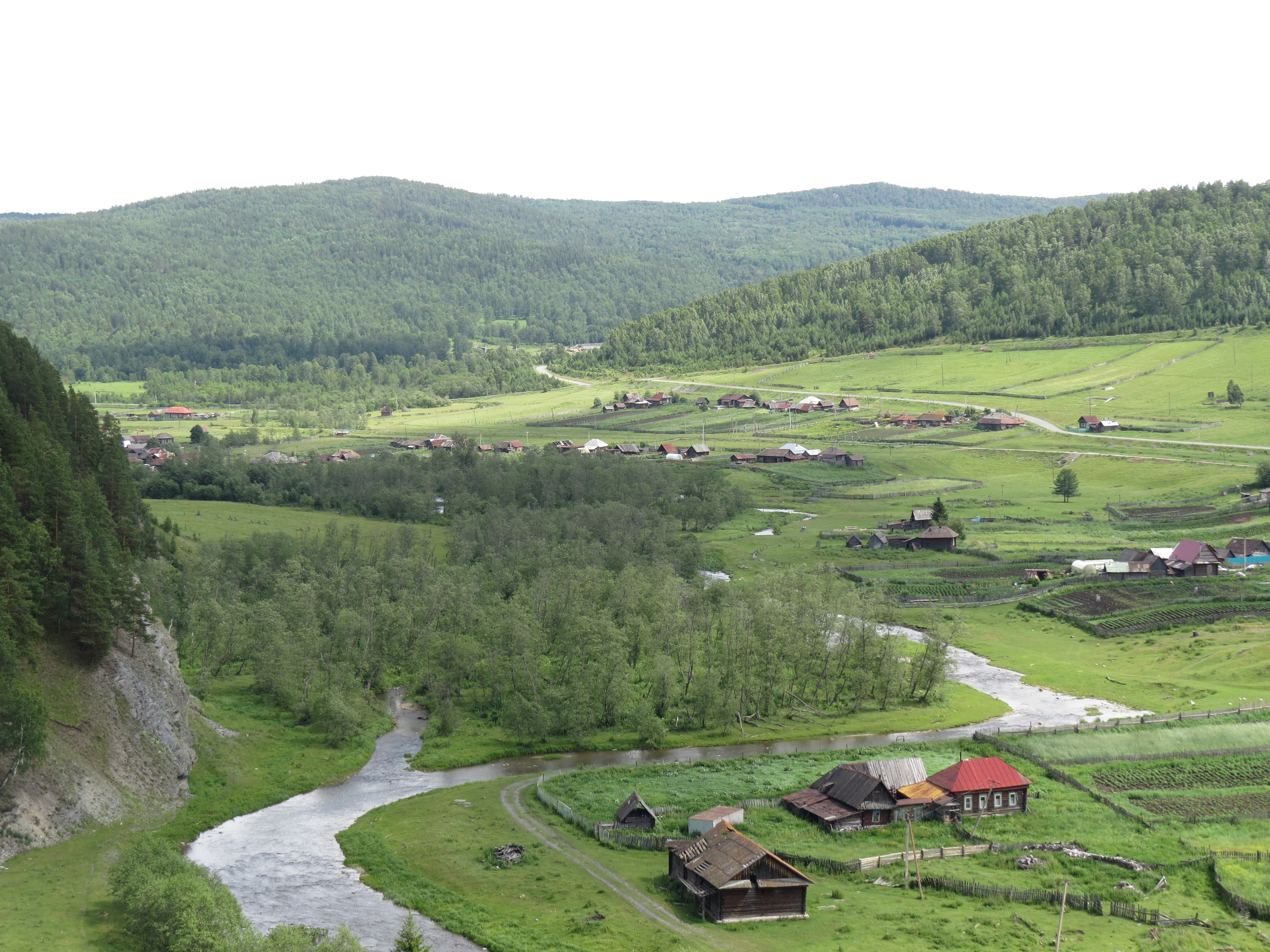
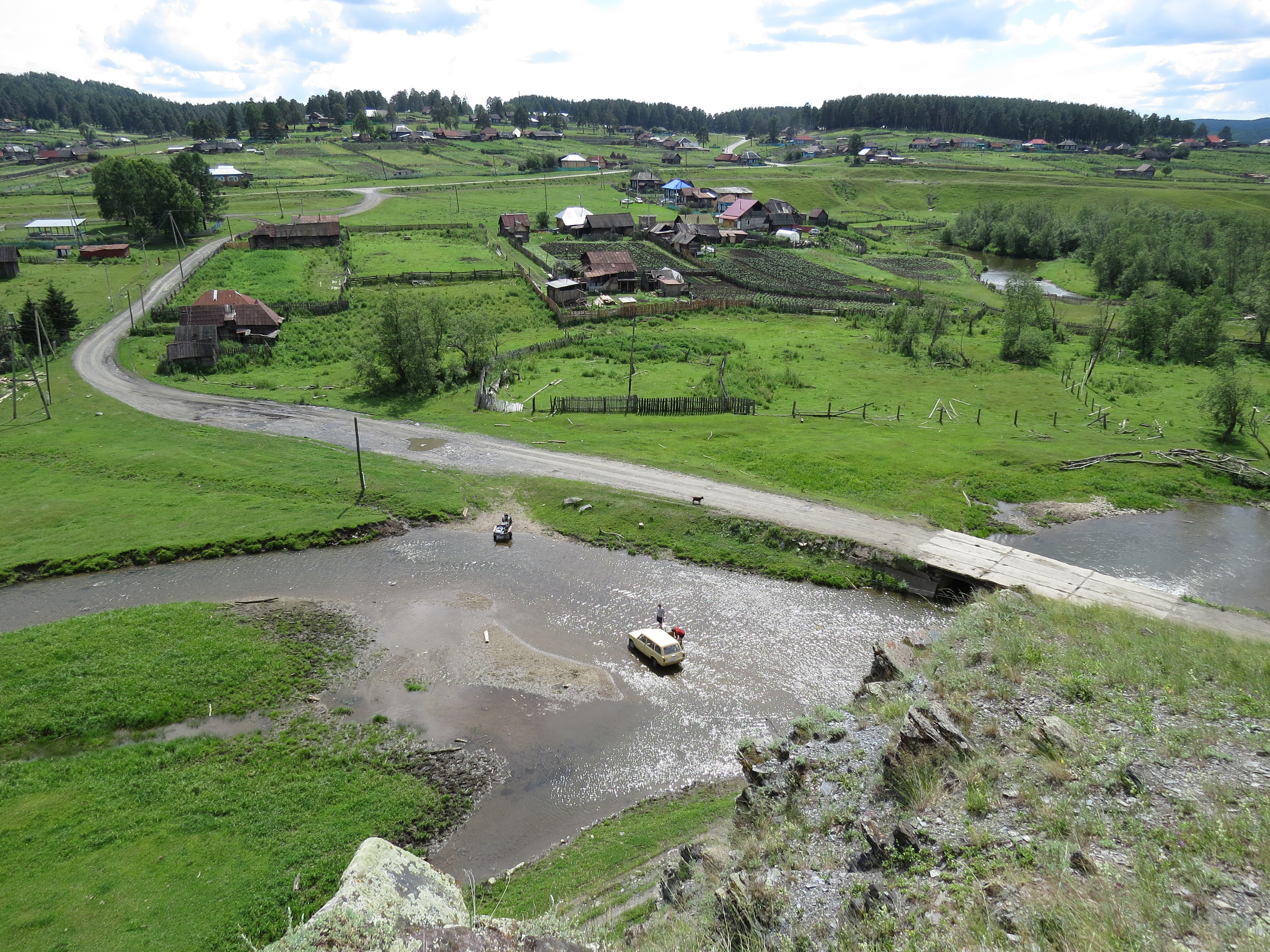
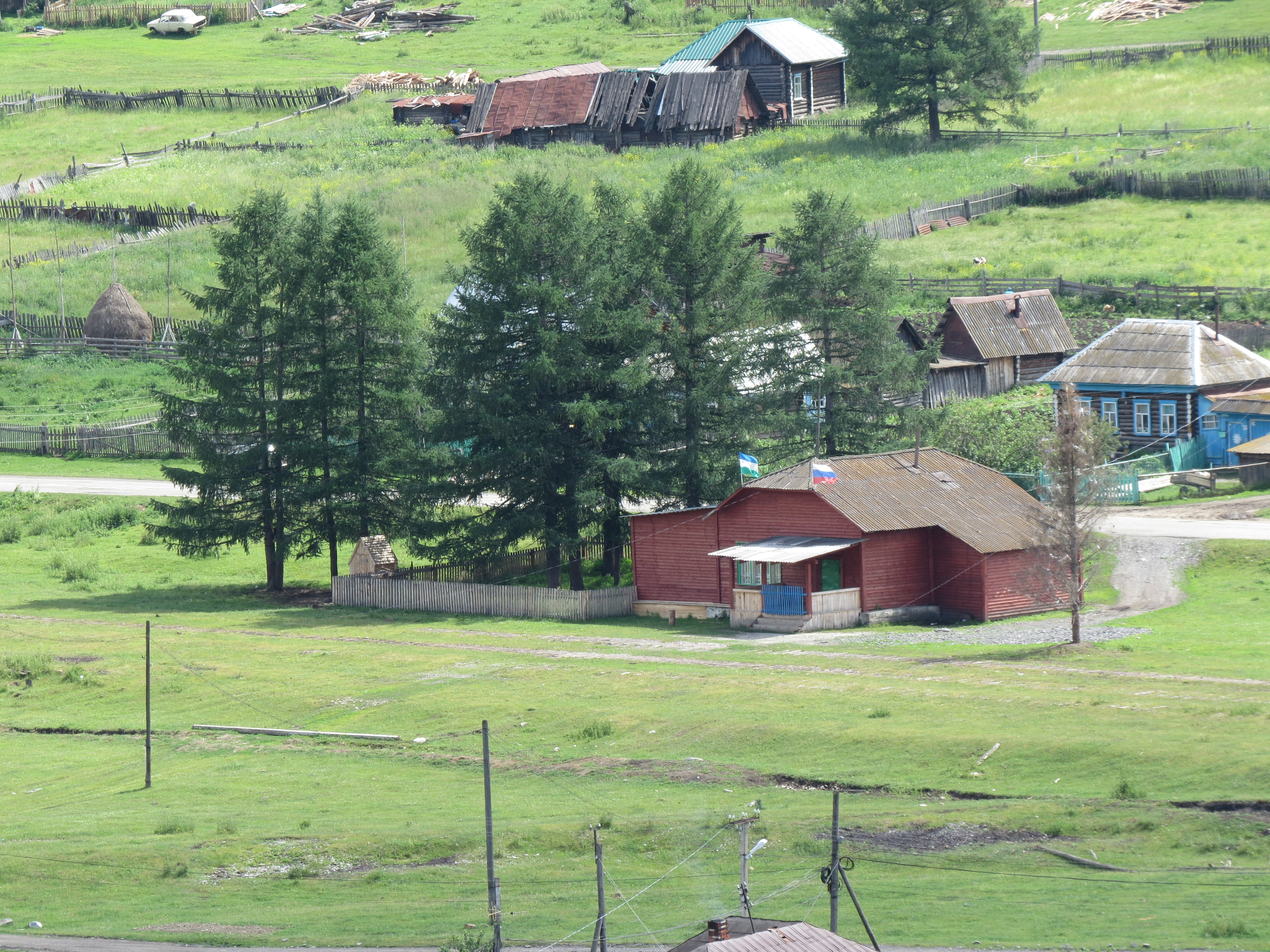